# Mount Priam
Mount Priam är ett berg i Antarktis. Det ligger i Västantarktis. Argentina, Chile och Storbritannien gör anspråk på området. Toppen på Mount Priam är 2 055 meter över havet, eller 147 meter över den omgivande terrängen. Bredden vid basen är 3,8 km.
Terrängen runt Mount Priam är huvudsakligen bergig, men åt nordväst är den kuperad. Trakten är obefolkad. Det finns inga samhällen i närheten.